# Terminale STD2A
Pour des articles plus généraux, voir STD2A et Classe de terminale française.
Au début du XXIe siècle en France, la classe de terminale nommée terminale STD2A (sciences et technologies du design et des arts appliqués) est la troisième et dernière année du lycée, qui prépare au baccalauréat lorsque l’élève a choisi le Baccalauréat STD2A.
À partir de la rentrée 2011, pour la première et 2012 pour la terminale, cette classe de terminale technologique appartient à la série STD2A qui était jusque-là la spécialité AA (arts appliqués), dont la dernière session d’examen est fixée en 2012 de la série STI, est devenu une des huit « séries » technologiques préparant au Baccalauréat technologique, avec la terminale STI2D, la terminale STL, la terminale ST2S, la terminale STMG, la terminale TMD, la terminale hôtellerie et la terminale STAV.

La terminale littéraire dans les études secondaires en France

Le baccalauréat donne accès aux études supérieures, notamment technologiques : BTS, DUT, et après à une Licence professionnelle. La classe de terminale STD2A est accessible après la première STD2A. La STD2A permet d’acquérir une culture du design autour de quatre pôles :
- arts, techniques et civilisations
- démarche créative
- pratiques en arts visuels
- technologies

## Matières enseignées

### Enseignements généraux communs
Le programme est composé d’un tronc commun comportant les matières suivantes :
| Enseignement                   | Horaire hebdomadaire de l’élève |
| ------------------------------ | ------------------------------- |
| Mathématiques                  | 3                               |
| Physique-Chimie                | 2                               |
| Philosophie                    | 2                               |
| Langue vivante 1 et 2          | 3                               |
| Éducation physique et sportive | 2                               |

### Enseignements technologiques
| Enseignement                                 | Horaire hebdomadaire de l’élève |
| -------------------------------------------- | ------------------------------- |
| Design et arts appliqués                     | 17                              |
| Design et arts appliqués en langue vivante 1 | 1                               |

### Accompagnement personnalisé
| Enseignement                                     | Horaire hebdomadaire de l’élève |
| ------------------------------------------------ | ------------------------------- |
| Soutien, approfondissement, aide à l’orientation | 2                               |

## Sources
1. ↑  http://cache.media.education.gouv.fr/file/2014/19/2/DEPP_NI_2014_06_resultats_definitifs_session_2013_baccalaureat_306192.pdf
2. ↑  « Bac Pro STD2A - Lycée Saint Géraud à Aurillac », sur Lycée Saint Géraud (consulté le 16 mai 2021).
3. ↑  http://designetartsappliques.fr/content/baccalaur%C3%A9-technologique-s%C3%A9rie-sciences-et-technologies-du-design-et-des-arts-appliqu%C3%A9s-std2
4. ↑  La voie technologique : huit séries - Ministère de l'Éducation nationale
5. ↑  Horaires de la série STD2A, sur le site Éduscol